# Bioromoil
Bioromoil este un grup de companii din România, deținut de omul de afaceri Vladislav Chetrar.
Grupul operează, prin divizia de retail AutoMat, 15 stații de alimentare cu combustibil.
Cifra de afaceri:
- 2011: 166 milioane dolari[1]
- 2008: 20 milioane euro[2]